# پیمان عاشوری بندری
پیمان عاشوری بندری (زاده ۱۳۴۶) سیاست‌مدار ایرانی است، که در دوره ششم مجلس شورای اسلامی به‌عنوان نماینده حوزهٔ انتخابیهٔ ماهشهر، از استان خوزستان در مجلس شورای اسلامی حضور داشت.